# Siegfried Charoux

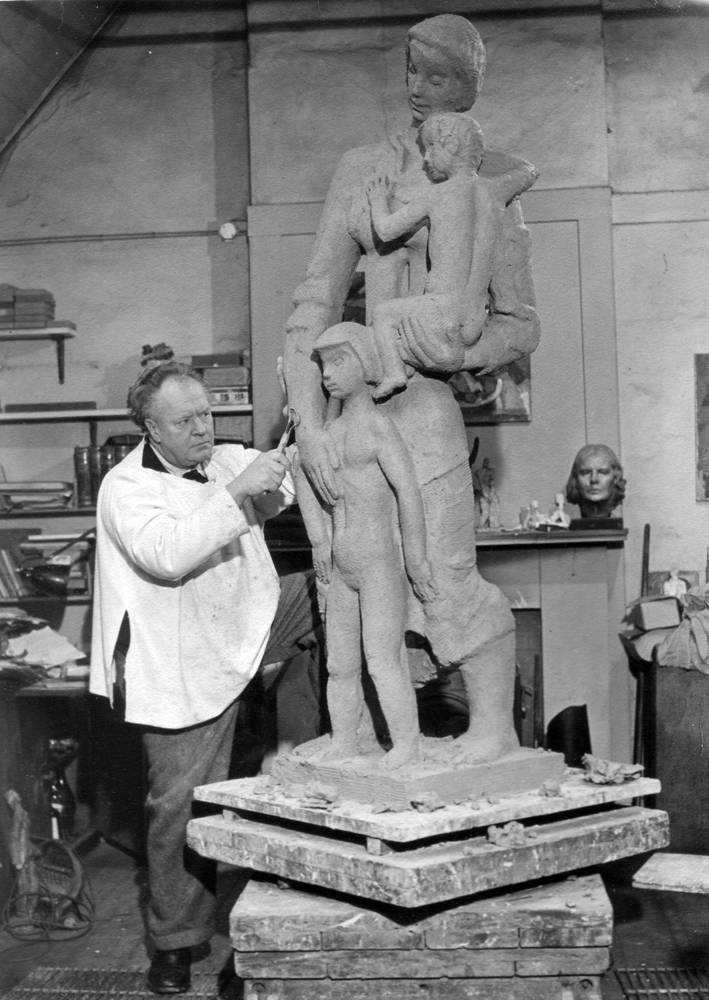
Charoux im Atelier

Siegfried Charoux (* 15. November 1896 in Wien; † 26. April 1967 in London) war ein österreichisch-britischer Bildhauer, Maler, Zeichner und Karikaturist.

## Leben
Charoux, der als Sohn der Kleidermacherin Anna Buchta (geb. Charous) und des technischen Beamten Joseph Kinich geboren wurde, hieß bis 1914 Buchta, dann Charous und nahm nach seiner Heirat mit Margarethe Treibl am 18. Dezember 1926 den Künstlernamen „Charoux“ an (sein Deckname als Karikaturist war „CHAT ROUX“).
Durch eine Schussverletzung während der Teilnahme am Ersten Weltkrieg in den Jahren von 1915 bis 1917 wurde seine rechte Hand gelähmt, die jedoch nach einer Operation mittels einer Nervennaht vollständig geheilt werden konnte.
Charoux, der schon als Kind zeichnete und malte, unternahm während des Krieges erste bildhauerische Versuche und schloss Bekanntschaft mit den Malern Robin Christian Andersen, Eugen Sturm-Skrla und Johann Kodanich, später auch mit Gustav Schütt und Broncia Koller-Pinell.
Nach dem Besuch einer Schauspielschule in den Jahren 1918/19 wandte sich Siegfried Charoux ab 1919 endgültig der Bildhauerei zu. Im selben Jahr begann er ein Privatstudium bei Josef Heu, 1922–1924 studierte er an der Akademie der bildenden Künste in Wien bei Hans Bitterlich. In den Jahren 1923–1928 betätigte sich Charoux als politischer Karikaturist bei der „Arbeiter-Zeitung“ und anderen linken bzw. linksliberalen Blättern.
Von 1926 bis 1938 betrieb Charoux ein eigenes Atelier in Wien. Mit einem nicht mehr erhaltenen Entwurf für ein Robert-Blum-Denkmal debütierte er auf der Kunstschau Wien 1927 des Museums für Kunst und Industrie. In der Folge entstanden weitere politische Plastiken (u. a. eine Lenin-Büste und ein Entwurf für ein Matteotti-Denkmal) parallel zu Werken mit einer wesentlich ruhigeren Formensprache, die im Einfluss von Auguste Rodin, Aristide Maillol, Wilhelm Lehmbruck und Georg Kolbe stehen (u. a. „Der Prediger“, „Umarmung“, „Männlicher Kopf“). 1935 wurde sein erstes Denkmal für den Dichter Gotthold Ephraim Lessing am Wiener Judenplatz enthüllt, eine Auftragsarbeit, die Charoux 1930 gegen eine Konkurrenz von 82 Bildhauern gewann und 1931/32 vollendet wurde. Das Denkmal wurde nach der Machtergreifung der Nationalsozialisten in Österreich 1939 demontiert und eingeschmolzen.

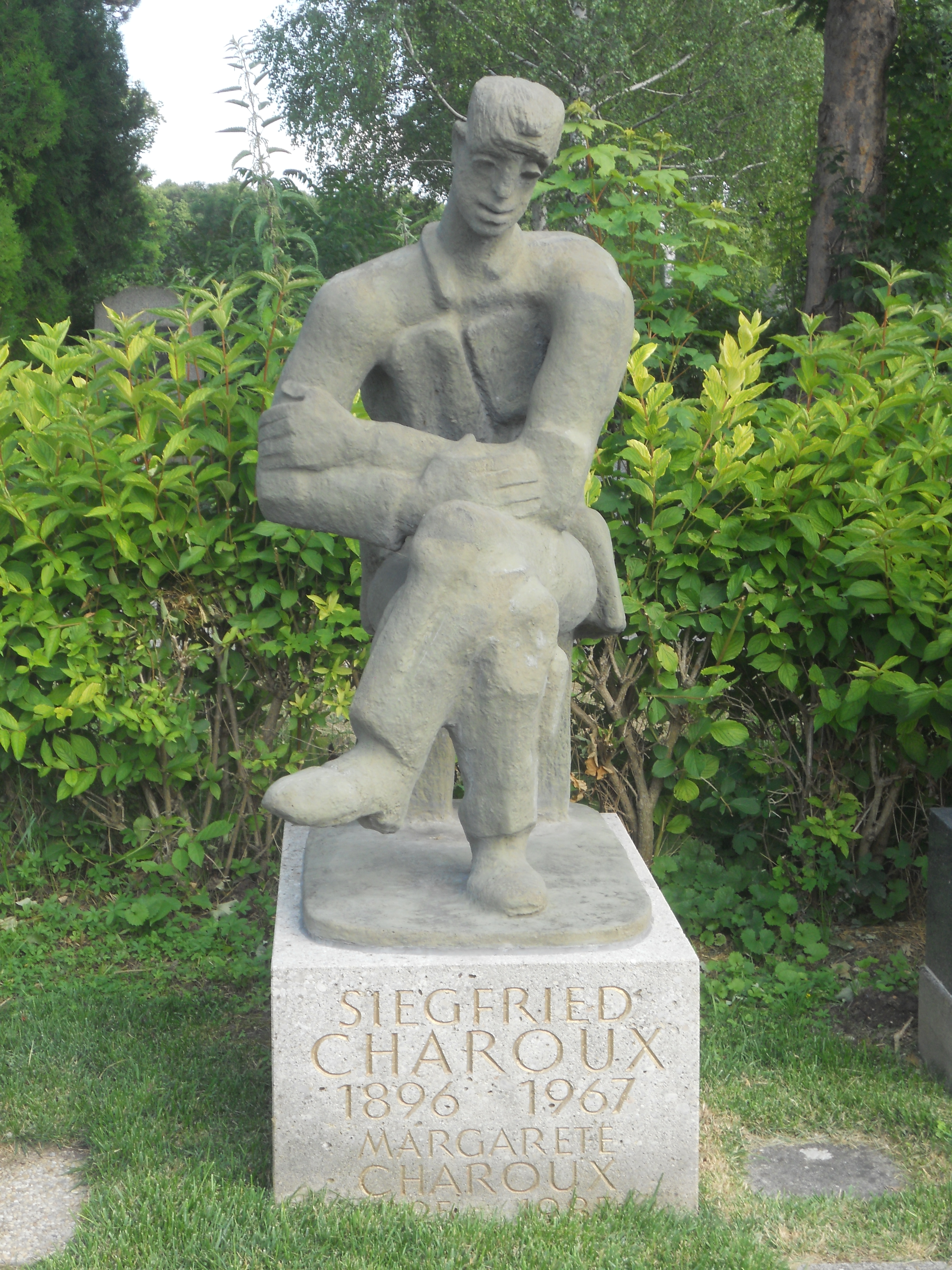
Grab am Zentralfriedhof

Aus politischen Gründen emigrierte Charoux 1935 nach London. Nach Ausbruch des Zweiten Weltkrieges wurde er 1940 als „Feindlicher Ausländer“ auf der Isle of Man interniert. Seit 1946 britischer Staatsbürger, wurde er 1949 korrespondierendes Mitglied der Royal Academy of Arts (Associate of the Royal Academy; A.R.A.) und 1956 zum Vollmitglied (R.A.) ernannt. Darüber hinaus unterrichtete er an der Royal Academy Sculpture School. Zahlreiche öffentliche Aufträge in Großbritannien, aber auch in Österreich, folgten. Als Wiedergutmachung wurde Charoux nochmals mit der Ausführung des Lessing-Denkmals beauftragt, das erst nach seinem Tode 1968 am Morzinplatz in Wien enthüllt wurde und seit 1981 wieder an seinem ursprünglichen Aufstellungsort am Judenplatz steht. Siegfried Charoux starb nach langer Krankheit 1967 in London.

## Wirken
Charoux' Werk, das im Expressionismus wurzelt, kann in zwei Hauptströmungen gegliedert werden, die gleichberechtigt seine gesamte Schaffensperiode bestimmen: Auf der einen Seite stehen dramatisch-expressive Werke (u. a. „Der Prediger“, „Der Überlebende“), der auch die frühen politischen Plastiken zuzurechnen sind (Robert Blum, Lenin-Büste, Matteotti-Gedenktafel). Auf der anderen Seite schafft Charoux ruhigere, geschlossenere Skulpturen, die durch Auguste Rodin, Aristide Maillol, Wilhelm Lehmbruck und Georg Kolbe beeinflusst zu sein scheinen (insbesondere die zahlreichen weiblichen Akte, Mutter-Kind-Darstellungen und Plastiken zum Thema „Jugend“). In seinen weiblichen Aktdarstellungen werden Parallelen zu seinem Zeitgenossen Charles Despiau spürbar. In einem großangelegten Plastikenzyklus „Zivilisation“ setzt sich Charoux – in mitunter sarkastischer Weise – mit den Themen und Problemen der Gesellschaft auseinander (u. a. „Der Richter“, „Der Motorradfahrer“, „Der Würdenträger“, „Der Zeitungsleser“, „Authority“). In zahlreichen Plastiken widmet er sich dem Thema „Musik“ (u. a. „Der Cellist“, „Der Violinspieler“, „Der Klavierspieler“, „Trio“, „Quartett“).
Bis auf wenige Experimente hält Siegfried Charoux an der Figuration fest: „Ich will nicht modern sein, weil ich nicht unmodern sein will!“ (Charoux, 1946)
Im malerischen Werk, das bis heute so gut wie unbekannt ist, dominieren in den frühen und mittleren Schaffensperioden Aquarelle und Deckfarbenbilder. Gegen Ende der Fünfzigerjahre experimentiert er verstärkt mit Acryl. Bevorzugte Themen seiner Malerei sind Stillleben, Landschaften (insbesondere Cornwall, Gastein), Musik sowie Studien zu seinem plastischen Schaffen.
In seinem umfangreichen zeichnerischen Werk überwiegen Figurenstudien sowie Denkmalentwürfe.

## Museale Rezeption
Das Langenzersdorf Museum beherbergt seinen künstlerischen Nachlass.

## Auszeichnungen und Ehrungen
- 1948 Preis der Stadt Wien für Bildhauerei
- 1958 Verleihung des Professorentitels durch die Republik Österreich
- 1966 Ehrenmedaille der Bundeshauptstadt Wien in Gold
- 1977 Ehrenhalber gewidmetes Grab am Wiener Zentralfriedhof, Gruppe 40, Grab 45
- 1977 Benennung des Siegfried-Charoux-Wegs in Wien-Penzing (14. Bezirk)

## Hauptwerke

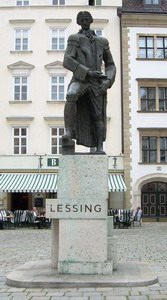
Lessing-Denkmal (2. Fassung) am Judenplatz, Wien 1

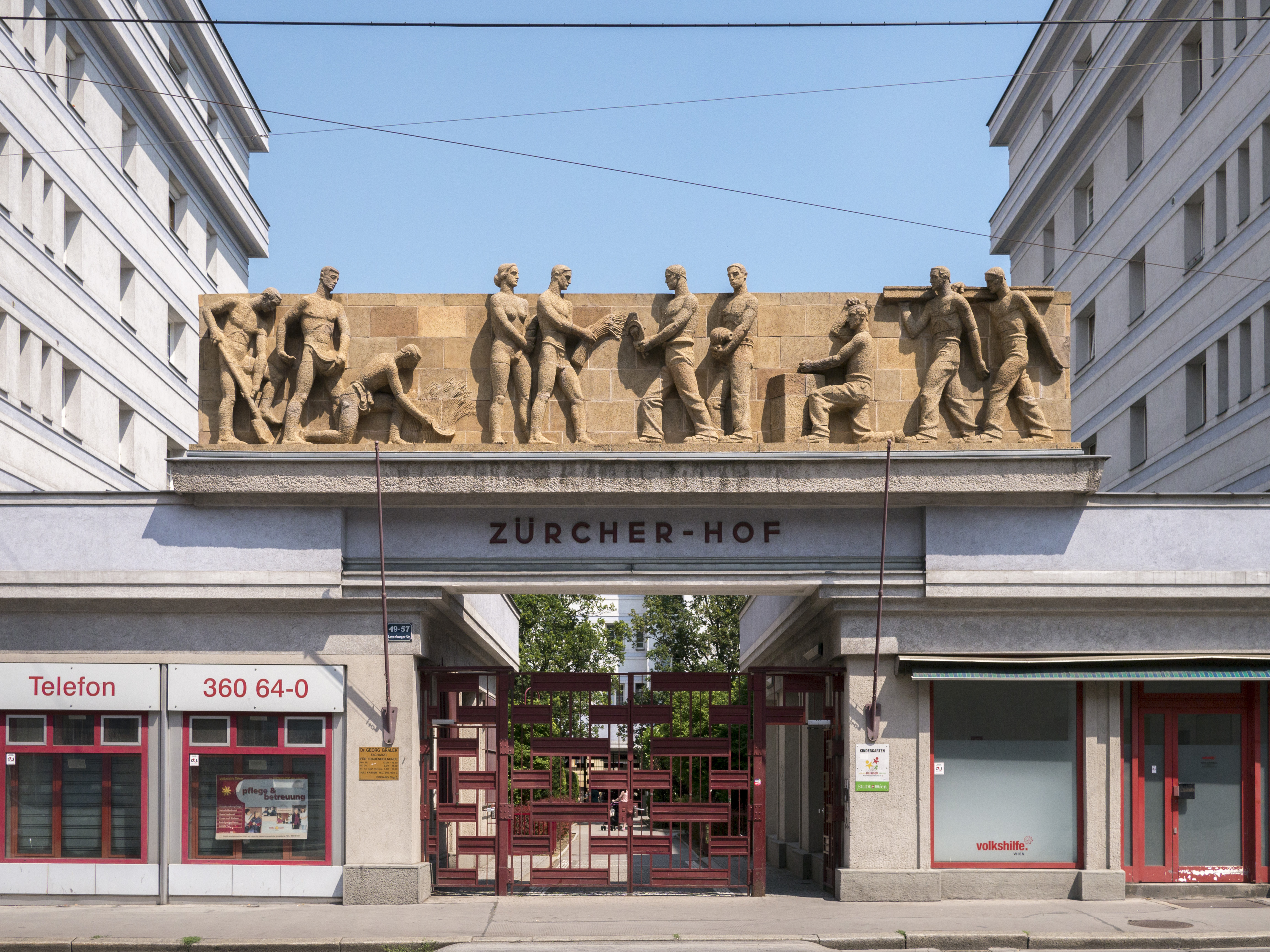
Fries der Arbeit am Zürcher-Hof

- Entwurf für ein Robert-Blum-Denkmal, 1927 (nicht erhalten)
- Der Prediger, 1930, Siegfried Charoux Museum, Langenzersdorf
- Fries der Arbeit, 1930/1931, Zürcher-Hof, Wien (X, Laxenburger Straße)
- Männlicher Kopf, um 1933, Siegfried Charoux Museum, Langenzersdorf
- 1. Lessing-Denkmal, 1935, Judenplatz, Wien 1 (1939 zerstört)
- Pietà, 1943, Siegfried Charoux Museum, Langenzersdorf
- Gedenkbüste für Amy Johnson, 1944, Ferens Art Gallery, Hull
- Youth, 1948, Tate Gallery, London
- Monumentalrelief The Islanders für das Festival of Britain 1951, South Bank Exhibition, London (1952 abgetragen)
- Der Cellist, 1958/1959, Royal Festival Hall London
- Der Motorradfahrer, 1957/1962, Shell Building, London (Urfassung im Siegfried Charoux Museum, Langenzersdorf)
- Die Lauschenden (Richard-Strauss-Denkmal), 1956/1958, Richard Strauss-Hof, Wien 3
- Der Überlebende, 1960, Siegfried Charoux Museum, Langenzersdorf
- Der Richter, 1961, Royal Courts of Justice, London (Modell im Siegfried Charoux Museum, Langenzersdorf)
- 2. Lessing-Denkmal, 1962–1965, Judenplatz, Wien 1 (Enthüllung 1968)